# Sergeiy Chepchugov
Sergeiy Andreyevich Chepchugov (Krasnoyarsk, 15 de julho de 1985) é um futebolista profissional russo, que atua na posição de goleiro.

## Carreira

### FC Metallurg Krasnoyarsk
Sergeiy Chepchugov se profissionalizou no FC Metallurg Krasnoyarsk.

## Títulos
CSKA Moscou
- Campeonato Russo: 2012-13, 2013-14, 2015-16
- Copa da Russia: 2012-2013
- Supercopa da Rússia: 2013, 2014